# فرد جونسون (لاعب كرة قدم أمريكية)
فرد جونسون (بالإنجليزية: Fred Johnson)‏ هو لاعب كرة قدم أمريكية أمريكي، ولد في 5 يونيو 1997.